# Přebor Královéhradeckého kraje 2013/2014
Fotbalový přebor Královéhradeckého kraje 2013/2014 měl 16. účastníků, z toho tři nováčky. Z I. A třídy postoupily celky FK Chlumec nad Cidlinou, TJ Dobruška a SK Sparta Úpice. Z nováčků si nejlépe vedla Úpice, která skončila na 12. místě, o jedno místo za ní skončil Chlumec nad Cidlinou. Nejhůř z nováčků si vedla Dobruška, která skončila na 15. místě.
Za favorita na postup do divize byly považovány celky SK Libčany, FC Olympia Hradec Králové a SK Týniště nad Orlicí. Z vítězství se nakonec radoval celek Týniště nad Orlicí, který vyhrál o jeden bod před druhým Jičínem a zajistil si účast v příštím ročníku divize. Naopak sestoupil celek Hořic, který skončil se sedmnácti body na posledním místě. Tyto celky nahradily v příští sezóně týmy Vysoké nad Labem a Nového Města nad Metují.

## Statistiky
Nejvyšší výhra domácích: RMSK Cidlina Nový Bydžov – TJ Slovan Broumov a FC Olympia HK – FK Jaroměř (oba 7:0)
Nejvyšší výhra hostí: TJ Slovan Broumov – SK Týniště nad Orlicí (1:7)
Nejvíce gólů v jednom zápase: FK Chlumec nad Cidlinou – SK Týniště nad Orlicí (3:7) – 10 vstřelených gólů
Nejlepší střelec: Jiří Kořínek (FK Jaroměř) – 27 vstřelených gólů
Nejvíce čistých kont: Michal Puš (SK Jičín) – 14 čistých kont
Nejvíce vstřelených gólů: SK Týniště nad Orlicí – 78 vstřelených gólů
Nejméně vstřelených gólů: SK Hořice – 29 vstřelených gólů
Nejvíce inkasovaných gólů: TJ Dobruška – 90 inkasovaných branek
Nejméně inkasovaných gólů: SK Jičín – 26 inkasovaných gólů

## Konečná tabulka Votrok Krajského přeboru KHK 2013/2014
| Poř. | Tým                            | Z  | V  | R  | P  | VG | OG | B  |
| ---- | ------------------------------ | -- | -- | -- | -- | -- | -- | -- |
| 1.   | SK Týniště nad Orlicí          | 30 | 20 | 5  | 5  | 78 | 43 | 65 |
| 2.   | SK Jičín                       | 30 | 19 | 7  | 4  | 60 | 26 | 64 |
| 3.   | FC Olympia Hradec Králové      | 30 | 17 | 6  | 7  | 73 | 44 | 57 |
| 4.   | TJ Sokol Kratonohy             | 30 | 13 | 10 | 7  | 53 | 36 | 49 |
| 5.   | FC Slavia Hradec Králové       | 30 | 14 | 7  | 9  | 51 | 40 | 49 |
| 6.   | FK Jaroměř                     | 30 | 14 | 6  | 10 | 76 | 62 | 48 |
| 7.   | RMSK Cidlina Nový Bydžov       | 30 | 14 | 4  | 12 | 74 | 51 | 46 |
| 8.   | SK Libčany                     | 30 | 11 | 11 | 8  | 61 | 51 | 44 |
| 9.   | TJ Červený Kostelec            | 30 | 12 | 8  | 10 | 39 | 39 | 44 |
| 10.  | TJ Lázně Bělohrad              | 30 | 13 | 4  | 13 | 70 | 71 | 43 |
| 11.  | FC Spartak Rychnov nad Kněžnou | 30 | 13 | 2  | 15 | 53 | 58 | 41 |
| 12.  | SK Sparta Úpice (N)            | 30 | 8  | 6  | 16 | 34 | 54 | 30 |
| 13.  | FK Chlumec nad Cidlinou (N)    | 30 | 7  | 7  | 16 | 44 | 67 | 28 |
| 14.  | TJ Slovan Broumov              | 30 | 7  | 3  | 20 | 34 | 79 | 24 |
| 15.  | TJ Dobruška (N)                | 30 | 6  | 5  | 19 | 52 | 90 | 23 |
| 16.  | SK Hořice                      | 30 | 4  | 5  | 21 | 29 | 70 | 17 |

Poznámky:
- Z = Odehrané zápasy; V = Vítězství; R = Remízy; P = Prohry; VG = Vstřelené góly; OG = Obdržené góly; B = Body; (S) = Mužstvo sestoupivší z vyšší soutěže; (N) = Mužstvo postoupivší z nižší soutěže (nováček)